# Грин Ривер (Вајоминг)
Грин Ривер (енгл. Green River) град је у америчкој савезној држави Вајоминг.

## Демографија
По попису из 2010. године број становника је 12.515, што је 707 (6,0%) становника више него 2000. године.
| Група             | 2000.          | 2010.          |
| Белци             | 10.293 (87,2%) | 10.486 (83,8%) |
| Афроамериканци    | 32 (0,3%)      | 53 (0,4%)      |
| Азијати           | 38 (0,3%)      | 61 (0,5%)      |
| Хиспаноамериканци | 1.206 (10,2%)  | 1.682 (13,4%)  |
| Укупно            | 11.808         | 12.515         |